# SWOT (méthode d'analyse)
Pour les articles homonymes, voir AFOM et SWOT.
 (avril 2021).
Si vous disposez d'ouvrages ou d'articles de référence ou si vous connaissez des sites web de qualité traitant du thème abordé ici, merci de compléter l'article en donnant les références utiles à sa vérifiabilité et en les liant à la section « Notes et références ».
L'analyse SWOT, matrice SWOT ou synthèse SWOT (ou analyse AFOM en français) est un outil de stratégie d'entreprise permettant de déterminer les options offertes dans un domaine d'activité stratégique. Il vise à préciser les objectifs de l'entreprise ou du projet et à identifier les facteurs internes et externes favorables et défavorables à la réalisation de ces objectifs.
L'analyse SWOT a été décrite comme l'outil éprouvé de l'analyse stratégique.
Les forces et les faiblesses sont souvent d'ordre interne, tandis que les opportunités et les menaces se concentrent généralement sur l'environnement extérieur. Le nom est un acronyme pour les quatre paramètres examinés par la technique : 
- Strengths (forces) : caractéristiques de l'entreprise ou du projet qui lui donnent un avantage sur les autres.
- Weaknesses (faiblesses) : caractéristiques de l'entreprise qui désavantagent l'entreprise ou le projet par rapport aux autres.
- Opportunities (opportunités) : éléments de l'environnement que l'entreprise ou le projet pourrait exploiter à son avantage.
- Threats (menaces) : éléments de l'environnement qui pourraient causer des problèmes à l'entreprise ou au projet.

On parle aussi d'analyse FFPM (forces, faiblesses, possibilités et menaces), notamment dans les provinces francophones et bilingues du Canada,, d'analyse FFOM (forces, faiblesses, opportunités et menaces) ou d'analyse AFOM (atouts, faiblesses, opportunités et menaces).

## Définition et objet
L'analyse – ou la matrice – SWOT est définie comme « un outil d'analyse stratégique. Il combine l'étude des forces et des faiblesses d'une organisation, d'un territoire, d'un secteur, etc. avec celle des atouts et des menaces de son environnement, afin d'aider à la définition d'une stratégie de développement. »
À ce titre, l'analyse SWOT fait partie des outils qui contribuent à l'étude de la pertinence et de la cohérence d'une action future (à court ou à long terme, générale ou circonscrite).
- Dans le cadre de l'élaboration d'une décision, le but de l'approche est de faire en sorte que les décideurs prennent en compte l'ensemble des facteurs internes et externes, de manière à maximiser les potentiels des forces et des situations favorables, et à minimiser les répercussions des faiblesses et des menaces.
- Dans le cadre d'une évaluation, l'analyse SWOT sert généralement à l'évaluation préalable de programmes d'action. En aidant à formaliser les points positifs et négatifs et à identifier les facteurs de son environnement pouvant influer favorablement ou défavorablement sur le déroulement du programme d'action, l'analyse SWOT permet de réduire les incertitudes et d'affiner ou d'évaluer ainsi la stratégie envisagée[5].

## Méthode
Conduire une analyse SWOT consiste à effectuer deux diagnostics :
1. un diagnostic externe, qui identifie les opportunités et les menaces présentes dans l'environnement. Celles-ci peuvent être déterminées à l'aide d'une série de modèles d'analyse stratégique, tels que l'analyse PESTEL, le modèle des 5 forces de la concurrence proposé par Michael Porter, ou encore une analyse de scénarios. Il peut s'agir par exemple de l'irruption de nouveaux concurrents, de l'apparition d'une nouvelle technologie, de l'émergence d'une nouvelle réglementation, de l'ouverture de nouveaux marchés, etc. Par définition, les résultats de l'analyse externe sont les mêmes pour tous les concurrents en présence ;
2. un diagnostic interne, qui identifie les forces et les faiblesses du domaine d'activité stratégique. Celles-ci peuvent être déterminées à l'aide d'une série de modèles d'analyse stratégique, tels que la chaîne de valeur, l'étalonnage (benchmarking) ou l'analyse du tissu culturel. Il peut s'agir par exemple du portefeuille technologique, du niveau de notoriété, de la présence géographique, du réseau de partenaires, de la structure de gouvernement d'entreprise, etc. Par définition, les résultats de l'analyse interne sont spécifiques à l'organisation étudiée.

C'est la confrontation entre les deux résultats établis grâce au modèle SWOT (résultats du diagnostic externe et du diagnostic interne), qui va permettre d'alimenter l'étape suivante de formulation des options stratégiques.

## Remarques concernant la mise en œuvre
Le modèle SWOT n'apporte une aide pertinente que dans la mesure où les questions initiales sont convenablement posées, que l'on puisse y répondre, et que l'on ait bien analysé chaque domaine sur le plan de la performance mais aussi de l'importance. La justesse des résultats dépend de la justesse de l'analyse sur le court, moyen et long terme, et de la conscience que l'environnement interne ou externe peut rapidement changer, ce qui nécessite de régulièrement mettre à jour l'analyse.
Une erreur classique consiste à réaliser une analyse SWOT au niveau d'une entreprise entière. Or, ce modèle n'est pertinent qu'au niveau d'un domaine d'activité stratégique (DAS). En effet, par définition, chaque domaine d'activité stratégique se caractérise par une combinaison spécifique de facteurs clés de succès et de ressources et compétences, ce qui implique que le diagnostic externe et le diagnostic interne varie d'un domaine d'activité stratégique à un autre. De fait, la synthèse des analyses de chacun des DAS ne permet généralement pas d'obtenir l'analyse SWOT globale d'une entreprise.
Une méthode d'analyse SWOT basée sur la logique floue a été proposée en 2011 et perfectionnée en 2015 par le mathématicien cubain Javier Perez-Capdevila, qui propose de peser les forces, les opportunités, les faiblesses et les menaces, avec l'idée qu'elles ne se manifesteraient pas également en réalité. Pour ce faire, il propose que les votes des experts soient exprimés avec des nombres réels compris entre zéro et cent, puis convertis en valeurs comprises entre zéro et un, divisant par cent.

## Présentation sous forme de matrice

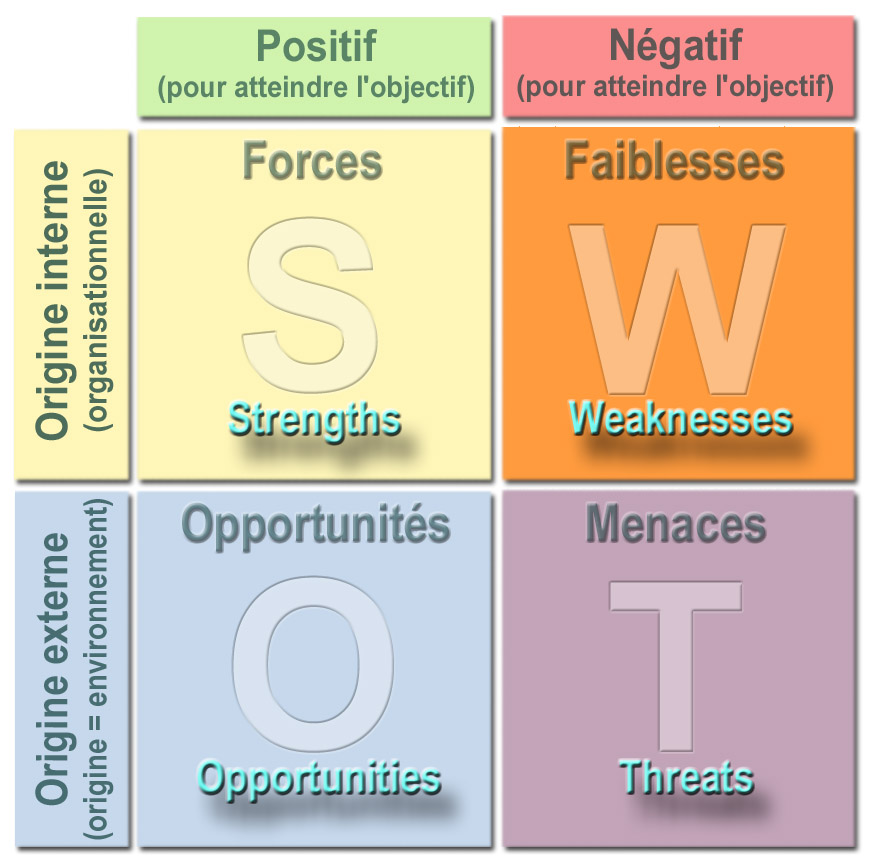
Matrice SWOT, avec mots anglais et traduction.

Le résultat attendu se présente sous la forme d'un tableau comportant une grille composée de quatre grandes cases (cf. illustration ci-contre):
- Verticalement: deux colonnes.
  - Celle de gauche recueille la liste des éléments ayant une incidence positive ou favorable sur le domaine d'activité stratégique étudié
  - Celle de droite recueille la liste des éléments ayant une incidence négative ou défavorable sur le domaine d'activité stratégique étudié.
- Horizontalement : deux lignes.
  - Dans celle du haut, l'on inscrira les éléments dont l'existence est due à des causes internes, spécifiques au domaine d'activité stratégique étudié. Ces éléments – dont la ou les causes sont internes – sont modifiables par l'organisation.
  - Dans celle du bas, l'on inscrira les éléments dont l'existence est due à des causes externes (et sont donc, en général, communes à tous les concurrents). Ces éléments – dont la ou les causes sont externes – s'imposent aux dirigeants des organisations, qui n'ont sur eux aucun pouvoir.
- Le croisement des colonnes et des lignes constitue donc quatre cases, destinées à recevoir l'information pertinente.
  - Case S ⇒ (strengths): les forces (facteurs positifs d'origine interne)
  - Case W ⇒ (weaknesses): les faiblesses (facteurs négatifs d'origine interne)
  - Case O ⇒ (opportunities): les opportunités (facteurs positifs d'origine externe)
  - Case T ⇒ (threats): les menaces (facteurs négatifs d'origine externe)
- Chaque liste doit compter un nombre limité de facteurs cohérents (de trois à cinq), faute de quoi l'on n'atteindra pas la « synthèse » souhaitée.
- Les meilleurs concepteurs de matrices SWOT s'attachent à hiérarchiser les facteurs dans chaque case :
  - Dans la case forces, les éléments sont classés par intensité de force décroissante : les plus forts en tête de liste
  - Dans la case faiblesses, les éléments présentant les faiblesses les plus importantes figurent en tête de liste.
  - Idem pour opportunités et menaces.

## Alternative SVOR
En gestion de projet, l'alternative SVOR (pour strengths = forces, vulnerabilities = vulnérabilités, opportunities = opportunités, et risks = risques) consiste à comparer les éléments externes et internes, positifs et négatifs du projet en tenant compte des liens mathématiques entre eux et des infrastructures supportant le projet. Le tableau SVOR permet une vision coordonnée des éléments en jeu :
| Forces            | Internes                                                        | Lien mathématique                                                           | Externes                                               |
| ----------------- | --------------------------------------------------------------- | --------------------------------------------------------------------------- | ------------------------------------------------------ |
| Positives         | Forces totales                                                  | Forces totales étant donné les contraintes = Infrastructures / Opportunités | Opportunités                                           |
| Lien mathématique | Vulnérabilités étant donné les contraintes = 1 / Forces totales | constante k                                                                 | Opportunités étant donné les contraintes = 1 / Risques |
| Négatives         | Vulnérabilités                                                  | Risques étant donné les contraintes = k / Vulnérabilités                    | Risques                                                |

Les contraintes sont de trois ordres : calendrier des tâches et activités, coûts, et normes de qualité. La constante « k » est adaptée au projet (elle peut par exemple valoir 1,3).

## Analyse SWOT au service du développement durable
Les analyses SWOT peuvent être avantageusement conduites dans le cadre de programmes de développement durable. Elles permettent de décrypter les signaux faibles en tant qu'opportunités ou menaces pour l'entreprise et ses parties prenantes du triple point de vue économique, environnemental et social.
Cette pratique s'est développée aux États-Unis et au Canada.
Il existe aussi quelques expériences en Europe, comme le projet EDEN (Eco DEsign Network) de l'Union Interrégionale de la Plasturgie Allizé - Plasturgie, dont l'un des objectifs est de réaliser des travaux expérimentaux sur les biopolymères, les biofibres, les biocomposites et les matériaux recyclés.

## Dénomination
Le terme «SWOT» est un acronyme issu de l'anglais : strengths (forces), weaknesses (faiblesses), opportunities (opportunités), threats (menaces).
D'autres dénominations équivalentes en français existent, mais sont plus rarement utilisées (hormis FFPM, qui est la forme la plus utilisée dans les provinces bilingues et francophones du Canada) :
- FFOM: forces, faiblesses, opportunités, menaces[11] ;
- FFOR: forces, faiblesses, opportunités, risques[11] ;
- FFPM: forces, faiblesses, possibilités, menaces[12] ;
- AFOM : atouts, faiblesses, opportunités, menaces[11] ;
- MOFF : menaces, opportunités, forces, faiblesses[11].